# Tamburica fest
 Tamburica fest je tamburaški festival koji se od 2008. godine održava na Petrovaradinskoj tvrđavi i u Novom Sadu. 
Cilj festivala je afirmisanje tamburaške muzike, instrumenta tamburica, kao i negovanje tradicije, saradnje i prijateljstva umetnika. Na festivalu učestvuju orkestri iz velikog broja država i iz Srbije. Uvodni dani održavaju se u centru Novog Sada, kao karneval tamburaša. Treći dan, festival se održava na Trgu Slobode, gde nastupaju kulturno—umetnička društva. Četvrti i peti dan festivala su takmičenja na Petrvovaradinskoj trvrđavi.
Od 2012. godine festival se održava na Petrovaradinskoj tvrđavi, a 2013. godine. U okviru festivala osnovana je Svetska tamburaška organizacija, udruženje svih tamburaša sveta, sa sedištem u Novom Sadu.
Tamburica fest  je koncipiran u tri dela: takmičarski deo festivala, zabavni deo festivala i kulturološko—edukativni deo festivala.
Godine 2017. festival je proglašen za najbolji etno festival u Evropi.